# رانولف فلامبارد
 رانولف فلامبارد  (بالفرنسية: Rainulf Flambard)‏ (1060 تقريبًا - 5 سبتمبر 1128) أسقف نورماني لدورهام في العصور الوسطى، والوزير المؤثر في عهد الملك ويليام روفوس. كان رانولف ابنًا لكاهن في بايو في نورماندي. بدأ حياته المهنية في عهد الملك ويليام الفاتح، وقيل أنه اشترك في جمع كتاب ونشيستر، فضلاً عن كونه حارس الختم الملكي. وبعد وفاة ويليام الفاتح، خدم رانولف الملك الجديد لإنجلترا ويليام روفوس.
تحت حكم روفوس، تابع رانولف عمله كحامل للختم الملكي، وشارك أيضًا في الإدارة المالية للمملكة، حيث لمع اسمه بسرعة بعدما استطاع زيادة العائدات. استولى رانولف على عدد من الوظائف الكنسية الشاغرة، حتى أنه جمع بين ستة عشر أسقفية أو دير شاغرين. قادته مهامه الكثيرة ليصبح أول كبير للقضاة في إنجلترا. خلال عهد روفوس، أشرف رانولف على بناء أول جسر حجري في لندن، كما أشرف على تشييد قاعة الملك في قصر وستمنستر. وفي عام 1099، تمت مكافأته بتوليته أسقفية دورهام.
بعد وفاة روفوس في عام 1100، سجن هنري الأول خليفة روفوس رانولف فلامبارد في برج لندن. أصبح رانولف أول سجين يهرب من البرج، وذهب إلى نورماندي حيث روبرت كورثوس دوق نورماندي الشقيق الأكبر لروفوس وهنري. أصبح رانولف من كبار مستشاري روبرت، وساعده في غزوته الفاشلة لإنجلترا، في محاولة منه للإطاحة بهنري من على العرش. بعد أن تصالح الأخوين، بقي رانولف سنواته التالية في نورماندي، ولم يعد إلا بعد أن هزم هنري روبرت في معركة تنشيباري. انسحب رانولف لاحقًا من الحياة السياسية، ولم يعد يظهر إلا في المناسبات العامة. ظل رانولف نشطًا في الأنشطة الكنسية، كما ظل يدافع عن وجهات نظره حتى نهاية حياته.